# Eilika de Sajonia
Eilika de Sajonia (1081-16 de enero de 1142) fue la hija menor del duque Magnus de Sajonia y Sofía de Hungría (casada en 1071), una hija de Béla I de Hungría. Después de la muerte de su padre, se convirtió en la heredera de Werben y el Palatinado de Sajonia. Se casó con el conde Otón de Ballenstedt y fue la madre de Alberto el Oso y Adelaida, quien se casó con Enrique II de Nordmark.